# Les Mille et Une Nuits (série télévisée)
Pour les articles homonymes, voir Les Mille et Une Nuits (homonymie).
Les Mille et une nuits est une série télévisée jeunesse québécoise en quinze épisodes de 25 minutes diffusée du dimanche 17 juin au 16 septembre 1956 à la Télévision de Radio-Canada. Il s'agit d'une série de marionnettes destinée à la jeunesse.
Durant toute sa diffusion, le téléhoraire La Semaine à Radio-Canada écrit le titre « Mille et une Nuits ». Les textes sont de Réginald Boisvert. Le Répertoire des séries, feuilletons et téléromans québécois de 1952 à 1992 écrit par Jean-Yves Croteau nomme cette série « Les mille et une nuits ».

## Synopsis
Schéhérazade raconte des histoires s'inspirant du livre Les Mille et Une Nuits.

## Fiche technique
- Scénarisation : Réginald Boisvert
- Réalisation : Pierre Desroches
- Société de production : Société Radio-Canada

## Voix
- Charlotte Boisjoli
- Jean Boisjoli
- Marie-Ève Liénard
- André Loiseau
- Robert Rivard